# World Bridge Federation
World Bridge Federation (WBF) er det internationale forbund for bridge, som blev stiftet i 1958. WBF er anerkendt af Den Internationale Olympiske Komité og tilsluttet Association of IOC Recognised International Sports Federations.
WBF er det højeste organ indenfor brigde og arrangerer verdensmesterskabet for nationer (Bermuda Bowl), verdensmesterskabet for kvinder (Venice Cup) og verdensmesterskabet for personer over 60 år (Senior Bowl).
Forbundet består af 123 nationale bridgeforbund, med omkring 700.000 medlemmer, hvoraf de fleste konkurrerer i lokale bridgeturneringer.
WBF har sit hovedkontor i Schweiz.